# Borte med blæsten
Borte med blæsten er en roman af den amerikanske forfatter Margaret Mitchell, der blev udgivet i 1936 og vandt Pulitzerprisen i 1937. 
Det var den eneste bog, Mitchell udgav i sin levetid; men den blev den næstmest sælgende amerikanske roman i det 20. århundrede, kun overgået af nøgleromanen Dukkernes Dal (engelsk: Valley of the Dolls) fra 1966 af Jacqueline Susann. Efter udgivelsen sommeren 1936 forblev Borte med blæsten på listen over de bedstsælgende bøger i 21 måneder, frem til april 1938. Da var mere end to millioner eksemplarer solgt i USA, og en million i udlandet. 
The New York Times omtalte bogen som "den bedste roman fra borgerkrigen, der nogensinde er skrevet" og mente, at når det gjaldt læseværdighed "overgås den ikke af noget indenfor amerikansk litteratur." 

## Miljø
Romanen er lagt til Georgia under den amerikanske borgerkrig, samt den efterfølgende, brutale genrejsning. På bomuldsplantagen Tara bor den 16-årige Scarlett O'Hara, ældst af tre søstre, i april 1861. Hun er en forfængelig, selvoptaget, ensporet og viljestærk pige; ligeglad med boglig lærdom og ude af stand til at interessere sig for andet end det, der berører hende selv. Hun er forelsket i naboens søn Ashley Wilkes, som imidlertid er forlovet med sin kusine, den 17-årige Melanie fra Atlanta. I deres forlovelsesselskab, hvor Scarlett må se sig forsmået af Ashley, møder hun for første gang Rhett Butler, der ovenikøbet overværer hendes livs mest kompromitterende øjeblik - og samme aften bryder borgerkrigen ud. Året efter bringer skæbnen Scarlett til Atlanta - godt bevogtet af sin medbragte negerbarnepige Mammy - hvor hun bliver boende, mens krigen rykker nærmere.

## Titlen
Sommeren 1928 var Margaret Mitchell så meget i tvivl om sit projekt, at hun opgav at skrive mere. Men i november 1928 deltog hun i en slægtnings begravelse i Fayetteville; og tilbage i Atlanta skrev hun kapitlet om Gerhard O'Haras begravelse og var dermed i gang igen. Nu havde hun også fundet det endelige navn på hans plantage, som hun hidtil havde kaldt Fontenoy Hall, men nu omdøbte til Tara efter det irske kongesæde frem til 500-tallet.  Dermed havde hun også fundet titlen til sin roman, nemlig The Road to Tara (der i stedet er blevet navnet på museet for bogen og filmen,  samt på Anne Edwards' biografi  om hende).
En tid tænkte Mitchell sig Another Day som titel; det blev ændret til Tomorrow is Another Day, men den titel var nylig benyttet for en anden bog. Hun vurderede så Tomorrow and Tomorrow, There's Always Tomorrow, Tomorrow will Be Fair og Tomorrow Morning. Andre forslag var Milestones (= Milepæle), Jettison (= Vraggods), Not in Our Stars, Bugles (= Jagthorn) Sang True,  og None So Blind. Først i oktober 1935 foreslog hun Gone With the Wind, fordi det kunne vise både til en svunden tid, og konkret til alt, der blev fejet væk af krigens vinde. Ordene findes i 3. vers af Ernest Dowsons digt Cynara: "I have forgotten much, Cynara! gone with the wind." Pudsigt nok havde Margaret Mitchell brugt de samme ord for at beskrive Scarletts følelser, da hun kæmper sig hjem gennem et krigshærget landskab: "Was Tara still standing? Or was Tara also gone with the wind which had swept through Georgia?" 
Da læserne pressede på for at få Mitchell til at skrive en fortsættelse, kaldte hun med sin sædvanlige humor det forslag for Back With the Breeeze. 

## Personnavne
Margaret Mitchell kaldte sin hovedperson Pansy O'Hara. Forlaget havde invendinger, da ordet pansy i nordstaterne blev brugt om homoseksuelle mænd.  Mitchell vurderede navnet Nancy - og Peggy, som hun selv blev kaldt. Som journalist signerede hun sig "Peggy Mitchell". Imidlertid fandtes der helt sikkert en Nancy eller Peggy O'Hara. Først i november 1938 fandt hun navnet Scarlett - der allerede fandtes i slutningen af kapitel 24 som et familienavn: "Scarlett'erne, som var O'Hara'ernes forfædre, havde kæmpet med de irske frivillige for et frit Irland og blevet hængt for ulejligheden." I den danske oversættelse er slutningen af kapitel 24 forkortet, men i originalen nævnes altså the Scarletts, og at "oldefar Proudhomme havde skabt et lille kongedømme i Haitis mørke jungle, tabt det, men kommet til ære i Savannah" - og O'Hara'erne, der døde i slaget ved Boyne, mens de "kæmpede til den bitre ende for det, der var deres." 
Egentlig hedder hovedpersonen Katie Scarlett O'Hara; men det er kun hendes far, der kalder hende Katie Scarlett. Alle andre bruger kun mellemnavnet Scarlett. Margaret Mitchell gennemlæste gamle skatte- og ejendomsregistre, samt Franklin Garretts mere end 3.000 sider med navne på gravstene i Atlanta og omegn,  for at forvisse sig om, at ingen af navnene på hendes romanskikkelser havde tilhørt virkelige personer. Et sådant navn blev fundet: Cathleen Calverts mand, som Mitchell havde kaldt Wilson; det blev nu ændret til Hilton.  Alligevel fik hun problemer med en undersekretær i indenrigsministeriet, Harry Slattery. Han var rasende over, at hun havde benyttet hans efternavn på den familie, der skaber så mange problemer for Tara, og også smitter Scarletts familie med tyfus. Slattery prøvede at ramme Mitchell ved at fortælle en journalist i Washington Post, at Borte med blæsten ikke var skrevet af hende, men af hendes mand. Påstanden kom faktisk på tryk. 
Melanie Wilkes' navn var inspireret af en ældre, fjern slægtning af Margaret Mitchell, som oprindeligt hed Mattie Holliday, men blev nonne under navnet Søster Melanie. Da hun som gammel blev indlagt på St. Josephs sygehus i Atlanta, besøgte Mitchell hende iblandt og skal have spurgt hende, om hun fik lov til at opkalde en romanskikkelse efter hende, hvortil Søster Melanie skal have svaret: "Så længe du gør hende til et godt menneske." 

## Manuskriptet
Da Mitchell begyndte på bogen, vidste hun, at der skulle være fire hovedpersoner, to mænd og to kvinder, hvoraf den ene mand (Ashley) var et portræt af hendes blonde, romantiske ungdomskæreste Clifford Henry, der blev dræbt i 1. verdenskrig; og den anden (Rhett) en charmerende skurk som Mitchells første mand, der forlod hende. Den ene kvinde var bogens heltinde (Melanie), inspireret af general Bennings kone Mary; mens den anden kvinde skulle være en beslutsom person, inspireret af Mitchell selv og hendes mormor Annie, der kom til Atlanta under borgerkrigen og flygtede, da byen blev nedbrændt. Denne anden kvinde skulle være forelsket i heltindens mand; men snart blev hun den, der tog mest plads op i bogen, som for en stor del fortælles som hendes stream of consciousness. Mitchell begyndte med at skrive bogens sidste kapitel, idet hun som ivrig læser af kriminalromaner mente, at kriminalforfattere skrev slutningen først for at kunne holde trådene på plads. Når romanen fremstår så levende, skyldes det nok det selvbiografiske element; Mitchells sorg over, at hendes første ægtemand forlod hende nærmest med et skuldertræk - med Rhetts ord "Frankly, my dear, I don't give a damn" - mens Scarletts tilknytning til Ashley genspejler Mitchells sorg over, at hun aldrig lærte sin ungdomskæreste rigtig at kende, inden han døde i krigen. Sådan beskriver hun Scarletts indsigt i sig selv: "Hun havde aldrig forstået nogen af de mænd, hun elskede, og derfor havde hun mistet dem begge." 
Det oprindelige manuskript var til sidst på omkring 600.000 ord.  Det skyldtes delvis, at Mitchell havde skrevet flere versioner af de samme kapitler; fx var der to forskellige versioner af Frank Kennedys død. Det reviderede manuskript var betydeligt kortere – dog stadig på mere end 400.000 ord. Ifølge Mitchells mand, der foretog gennemlæsning, havde hans kone sløjfet et 30 siders kapitel, hvor Rhett låner Hetty Tarleton penge til at købe heste til sin mor for; adskillige sider om den uddannelse, man anså passende for en ung pige; et langt kapitel om, hvad der skete, efter at general Sherman indtog Atlanta, når læseren var optaget af det, der skete på Tara; mens 6-7 sider i sidste del, hvor Mammy forlader Scarlett for at rejse tilbage til Tara, blev forkortet til tre sætninger. Mitchell sløjfede også to lange afsnit om, hvad der skete med bipersoner efter borgerkrigen; samt nogle sider, hvor tante Pittypat udbroderer, hvordan hun blev snakket rundt og franarret sin ejendom. 
F. Scott Fitzgerald, der i et par ugers tid arbejdede med at skrive filmmanuskript efter bogen, udtalte, at den ikke havde nogen "af de elementer, der udgør litteratur - især ingen ny fordybelse i menneskelige følelser." Forlaget anså heller ikke Borte med blæsten som stor litteratur på den måde. Derimod er den et indlevende billede af en svunden tid og en gribende skildring af, hvordan ulige personer gennemlevede en total samfundsomvæltning. Det blev påpeget, at persongalleriet minder om Thackerays Vanity Fair, hvor Scarlett har meget til fælles med Becky Sharp, Rhett med St. Elmo;  men de to romaner er ellers vidt forskellige. 
Mitchells bror Stephens forklarede bogen som "psykiatrisk": Scarletts mor Ellen sørger hele livet over sin ungdoms elskede, fætteren Philippe. Scarlett higer på samme vis efter Ashley, og hendes lillesøster Carreen er bundet til sin ungdoms elskede, Brent Tarleton. 

## Anden verdenskrig
Det gjorde et dybt indtryk på Margaret Mitchell at høre om sin europæiske læserkreds under krigen. I starten havde tyskerne tilladt bogen i den besatte zone i Frankrig ud fra en teori om, at de undertrykkende nordstatssoldater, yankee'erne, ville rokke ved billedet af amerikanere som befriere; men i stedet identificerede de franske læsere sig med de undertvungne sydstatsboere. Salget blev derfor standset, og alle eksemplarer konfiskeret. På sortbørsen i Frankrig kom prisen for et eksemplar op i $ 60, som ellers var prisen for et dusin æg eller et pund smør i Belgien, Nederland eller Norge. Det blev påstået, at tyskerne havde skudt folk for at være i besiddelse af Borte med blæsten. 

## Samfundskritik
Borte med blæsten er en levende skildring af et samfund, der levede højt på slavernes slid i bomuldsmarkerne - og dertil satte meget snævre grænser for, hvad en kvinde kunne tillade sig, hvis hun ville omtales som "en dame". Som 14-årig fik en Southern belle (= sydstatsskønhed) lange skørter og opsat hår; hun blev så forventet at indgå forlovelse i 15-16-årsalderen. En 20-årig blev regnet som en sat, gift frue. Den påtagede, appellerende hjælpeløshed en Southern belle skulle lægge for dagen, stod i kontrast til nordstatspigernes mere uafhængige opførsel, som Scarlett i bogens 4. kapitel røber, hun føler sig tiltalt af. Hun tænker stadig med stolthed på, at hun har egnens slankeste midje; men hun er også en energisk, handlekraftig teenager, der ikke bryder sig om at få korsettet for stramt på, og uden videre lægger den udvendige hjælpeløshed af sig, hvis en resolut optræden tjener hende bedst. Det er hun dog klog nok til at holde skjult; men det er netop den egenskab, der hjælper hende til at overleve, da krigen er tabt. Scarlett er en feminist uden at kende ordet - og en, der klarer sig. Også på andres bekostning.

## Krigshistorie
Borte med blæsten er ikke kun en kærlighedsroman, men også levende historie; for med sydstatshæren på vigende front bliver Atlanta belejret og bombet.  Scarlett, der nu er 19 år, enke og enlig mor - kan ikke en gang flygte hjem til Tara, for Melanie er højgravid, og Scarlett har lovet Ashley at passe på hende. Først da barnet er kommet til verden, og byen går op i flammer omkring dem 2. september 1864, antændt af general Shermans nordstatstropper, begynder den rædselsfulde flugt mod syd, hjem til Tara ved Flint Rivers bredder, udenfor Jonesboro i Clayton County. Bogen er en levende skildring af tilværelsen i et samfund totalt raseret af fjenden, hvor man lever fra hånd til mund med sulten som daglig ledsager og frygten for omstrejfende fjendesoldater; hvor lov og orden er fuldstændig ophævet. Men Scarlett er en af litteraturhistoriens mest ukuelige optimister: "Det vil jeg tænke på i morgen," siger hun til sig selv, når bekymringerne - eller dårlig samvittighed - jævnligt er ved at overmande hende. "I morgen er det atter en dag!"  Borte med blæsten er en bog om håb; men også om håb som hovedpersonens akhilleshæl.

## Nostalgi
Bogen er blevet kritiseret for at forherlige slaveri og sydstatshæren; men Scarlett og Rhett Butler er begge lige usentimentale, når det gælder "sagen". Ashley ville have sat sine slaver fri, hvis borgerkrigen ikke var kommet ham i forkøbet; og Scarlett er vokset op på en lille plantage, hvor slaverne blev behandlet humant. I øvrigt rejser slaverne af sted med den sejrende nordstatshær; kun hustjenerne bliver tilbage, fordi de står familien nær. Scarletts nostalgi og længsel efter fortiden drejer sig ikke om at holde andre som slaver; men om den korte, sorgløse ungpigetid hun oplevede frem til 1861, da tilværelsen drejede sig om landture og balkjoler, og hun var egnens omsværmede skønhed. Borte med blæsten kan derfor ikke læses som noget forsvar for slavehold. Mitchell skildrede individer; hun interesserede sig ikke for ideologier. 

## Film
I 1939 blev den filmatiseret med Clark Gable og Vivien Leigh i hovedrollerne, efter et manuskript, der afviger stærkt fra handlingen i bogen. Scarletts børn fra hendes to første ægteskaber er fjernet; ligeså Scarletts svoger Will Benteen, der driver Tara for hende.